# Régia
Régia (em latim: Regia) era uma estrutura religiosa da Roma Antiga situada na borda do Fórum Romano entre o Templo de Vesta e o Templo de Antonino e Faustina. Surgida ainda no tempo dos reis romanos, funcionava como sede de diversos rituais religiosos públicos conduzidos pelo rei das coisas sagradas e pelo pontífice máximo. Juntamente com o Templo de Vesta e a Casa das Vestais, a Régia formava a parte religiosa do Fórum, a leste das partes administrativa (onde ficavam a Cúria, Rostra, Templo de Saturno e Basílicas Emília e Júlia) e comercial.
Segundo a tradição, era residência do segundo rei Numa Pompílio (r. 715–673 a.C.), e o edifício do qual hoje só se conservam as fundações, em formato irregular, foi reconstruído diversas vezes durante a República, preservando seu formato durante o Principado. Abandonada por volta do século IX, foi destruída durante o XVI para reúso de seu mármore em outras construções na cidade. Desde sua redescoberta no século XIX, por diversas vezes foi visitado e estudado por arqueólogos que procuraram esclarecer alguns pontos obscuros a respeito de suas funções originais.

## História
As escavações da Régia foram iniciadas no século XIX e se estendem até hoje. Na década de 1960 uma equipe da Academia Americana em Roma, liderada por Frank Brown, descobriu indícios de ocupação inicial parecida com a das cabanas redondas achadas no Palatino, que na data aproximada de 625 a.C. parecem ter sido destruídas por uma inundação. Logo em seguida, ainda no século VII a.C., aparecem as primeiras estruturas de alvenaria. Por cinco vezes seguidas nesse período parecem ter surgido diferentes reconstruções, em torno de 620, 600, 580, 540 e 510 a.C. Depois da última reconstrução, que parece ter sido necessária após um incêndio, conservou a mesma forma até o fim da Antiguidade. Ainda houve outras intervenções, após os incêndios de 148 a.C. e de 36 a.C., esta última ordenada pelo cônsul Domício Calvino.
Tradicionalmente indicado pelas fontes antigas como a residência construída e habitada por Numa Pompílio, há uma dificuldade na interpretação de sua função inicial. Seu nome, Régia, indica literalmente "residência do rei", mas os demais reis não parecem ter vivido ali. De fato, como era considerado lugar sagrado pelos romanos (tal como o significado original da palavra templum), sua principal função parece ter sido a de sede de alguns dos rituais mais antigos da religião romana.
A dificuldade de interpretação consiste no uso da palavra rex, que pode significar tanto o rei, no período monárquico, quanto o magistrado chamado rei das coisas sagradas, cargo criado com a fundação da República para manter as funções sacerdotais dos antigos reis. Segundo o gramático romano Sérvio, a Régia era residência do pontífice máximo, o máximo cargo sacerdotal durante a República e que passou a ser prerrogativa do imperador no Principado, e do rei das coisas sagradas; para Samuel Ball Platner, contudo, os pontífices quiçá residiram na Casa Pública, mais acima na Via Sacra, no Palatino, enquanto o rei das coisas sagradas era sediado no Vélia. Um búcaro (cerâmica etrusca de terracota) encontrado pela equipe de Brown e datada do terceiro quarto do século VI a.C., apresenta a inscrição REX e reforça a dúvida sobre o significado.

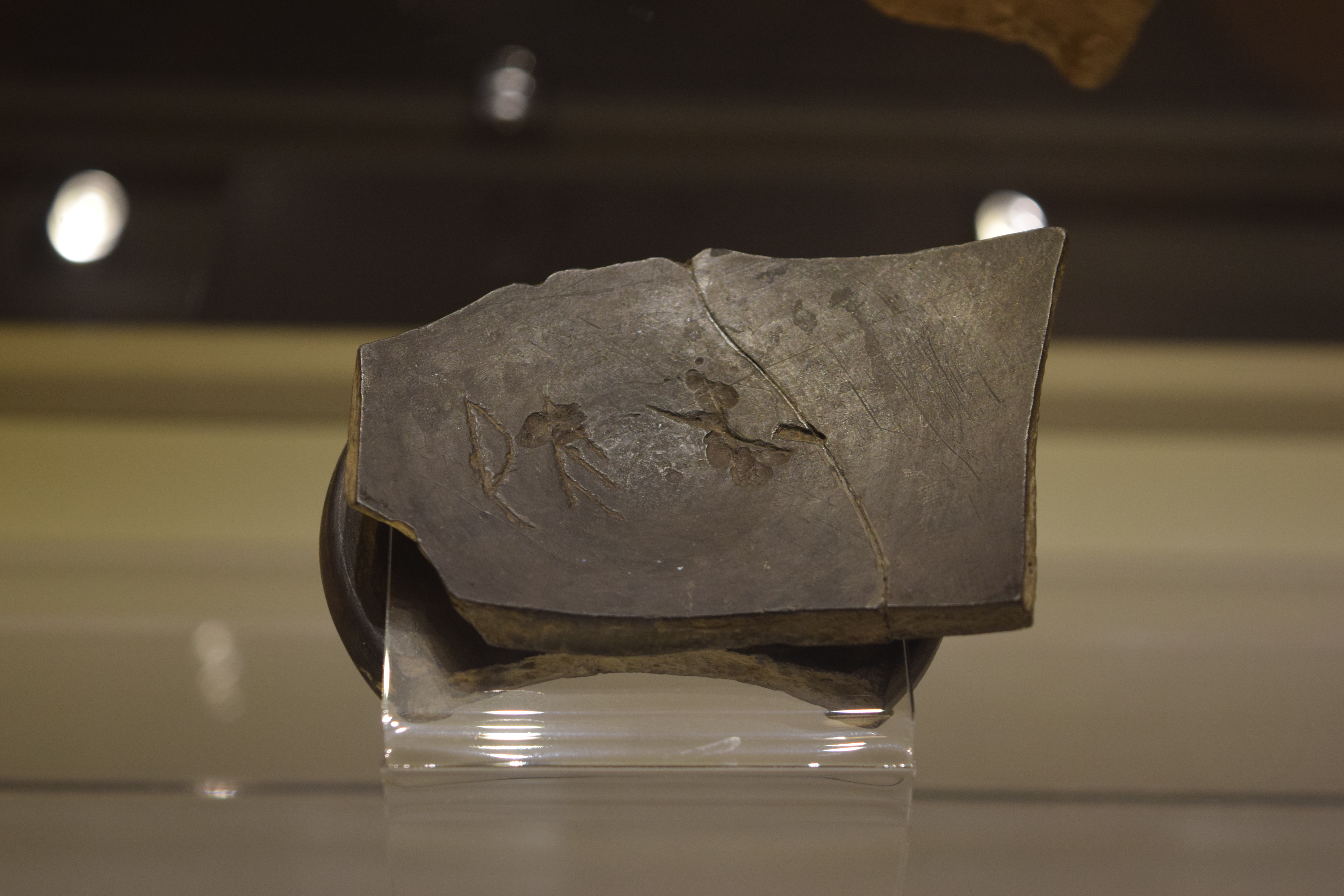
Búcaro com a inscrição REX

Sabe-se, porém, que a Régia passou também a ser sede de reuniões do Colégio de Pontífices, dos irmãos arvais e dos rituais promovidos pelo pontífice máximo. Os principais recintos eram de acesso exclusivo do pontífice máximo e das vestais: as câmaras (sacraria) dos altares de Marte e de Ops Consiva. É possível que a Régia tenha sido o local onde o pontífice máximo exibia todos os anos os anais republicanos (os Anais Máximos), que registravam os nomes dos cônsules, prodígios e feitos militares ocorridos no ano, e que os arquivos desses registros fossem guardados dentro do recinto.
Segundo Tácito, o edifício foi danificado no incêndio ocorrido em 64, no reinado de Nero (r. 54–68), embora tal relato seja tido como exagero. Apesar disso, talvez foi danificado no incêndio de 191, no reinado de Cômodo (r. 177–192). Aparece no fragmento do Plano de Mármore e é citado no século III e provavelmente no IV. Pelo tempo da Roma medieval, as construções pagãs gradualmente foram esquecidas. Nos séculos VII-VIII, a Régia tornar-se-ia uma casa privada e no IX foi abandonada definitivamente. Durante a realização dos projetos arquitetônicos do Papa Paulo III (r. 1534–1549), de 1543 a 1546, pedaços de mármore e travertino foram retirados e reutilizados para outras construções.

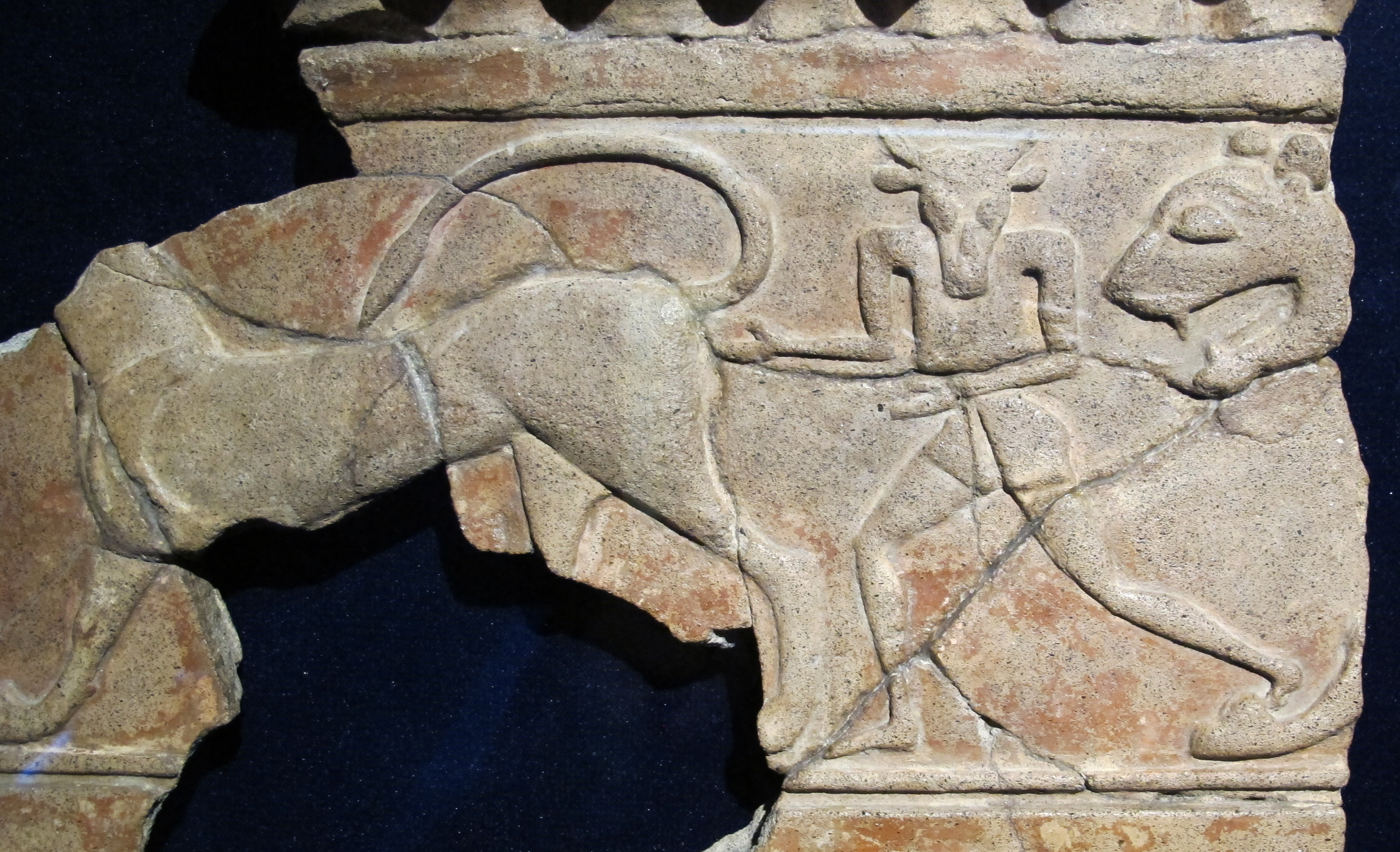
Fragmento dum friso de terracota da Régia com o minotauro e felinos. Ca. 600-, Antiquário do Fórum Romano

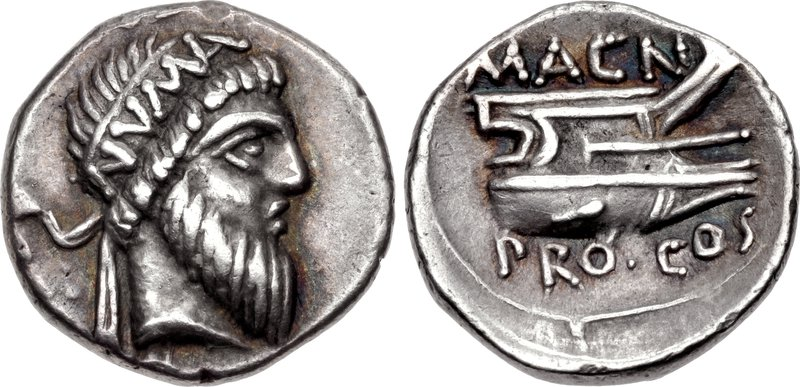
Denário de Pompeu com efígie de Numa Pompílio

## Arquitetura
As ruínas existentes pertencem a três períodos distintos, o republicano, o imperial inicial e o medieval. Vestígios dos primeiros dois se restringem aos cursos inferiores de alguns muros e muitos fragmentos arquitetônicos. Tinha formato irregular, muito diferente do formato retangular dos templos romanos - o que mostra sua função diferente destes. Pelo que se pode inferir das fundações restantes, na sua primeira forma, tratava-se de uma área coberta central cercada de pequenos pavilhões. Segundo Filippo Coarelli, a disposição dessas fundações mais antigas é parecida com a de residências reais etruscas, escavadas em Aquarossa, próximo a Viterbo.
Do edifício do período republicano ainda são perceptíveis os traços dos reparos efetuados em 148 a.C.. Após as intervenções de Domício Calvino em 36 a.C., a Régia consistiu num pentágono irregular, preenchendo o espaço entre a Via Sacra, o têmeno dos Templos de Vesta e César, e consistiu de partes assimetricamente postas justas. O edifício estava dividido em duas partes. A primeira e principal porção, alinhada no eixo leste-oeste, tinha formato trapezoidal com cerca de 22 metros de comprimento e 8 de largura, e foi edificada com blocos sólidos de mármore branco, com pavimento de lajes de mármore; alguns fragmentos da cornija sobreviveram. Nos lados leste e sul estavam inscritos em quatro painéis duplos os fastos consulares, enquanto que nas pilastras do lado sul, os fastos triunfais; muitos dos fragmentos atualmente estão expostos no Palácio dos Conservadores.
Ela consistia em três câmaras, cuja entrada se situava no meio. A câmara leste, de acesso restrito, parece ter sido consagrada a Ops Consiva, antiga deusa das colheitas e abundância. A câmara oeste, maior, é identificada como o sacrário de Marte, onde se guardavam as espadas e os ancis, que eram carregados pelos sacerdotes sálios em procissão, em sua dança sagrada, todo mês de março.[a] Também nesta câmara há pavimento de blocos de tufo ânio (talvez pré-Sula) e uma estrutura circular de tufo verde de 2,53 metros de diâmetro, provavelmente as fundações do altar em que se coletava o sangue do sacrifício de um cavalo, relacionado ao festival da Parília.

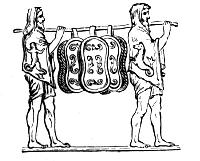
Sálios carregando os ancis

O espaço irregular ao norte entre essa porção e a Via Sacra foi ocupada por uma quadra aberta, com antecâmara coberta, talvez um terraço, e contendo talvez um pórtico. A quadra foi pavimentada com lajes de mármore, e ali há uma cisterna ou silo e dois poços, que podem datar dum período muito antigo, bem como havia dois loureiros, mencionados pelas fontes antigas. Próximo à cisterna está uma base de blocos de tufo, com traços duma superestrutura circular e a ela pode pertencer o bloco circular de peperino com a inscrição A. COVRI (século II a.C.). Na ponta sudoeste do edifício de mármore há uma pequena sala, e próximo a ela, no muro, há uma inscrição da Escola dos Caladores.
Do edifício medieval os traços são visíveis por todas as porções da área, mas principalmente ao longo da Via Sacra, onde a residência privada medieval foi acessada por duas escadas grosseiramente feitas de mármore e travertino, sobre as quais havia uma fileira de colunas de cipolino tomadas de algum edifício antigo. Tais escadas foram dispostas em frente a entrada republicana da Régia, que foi reutilizada e grosseiramente ampliada.

## Escavações

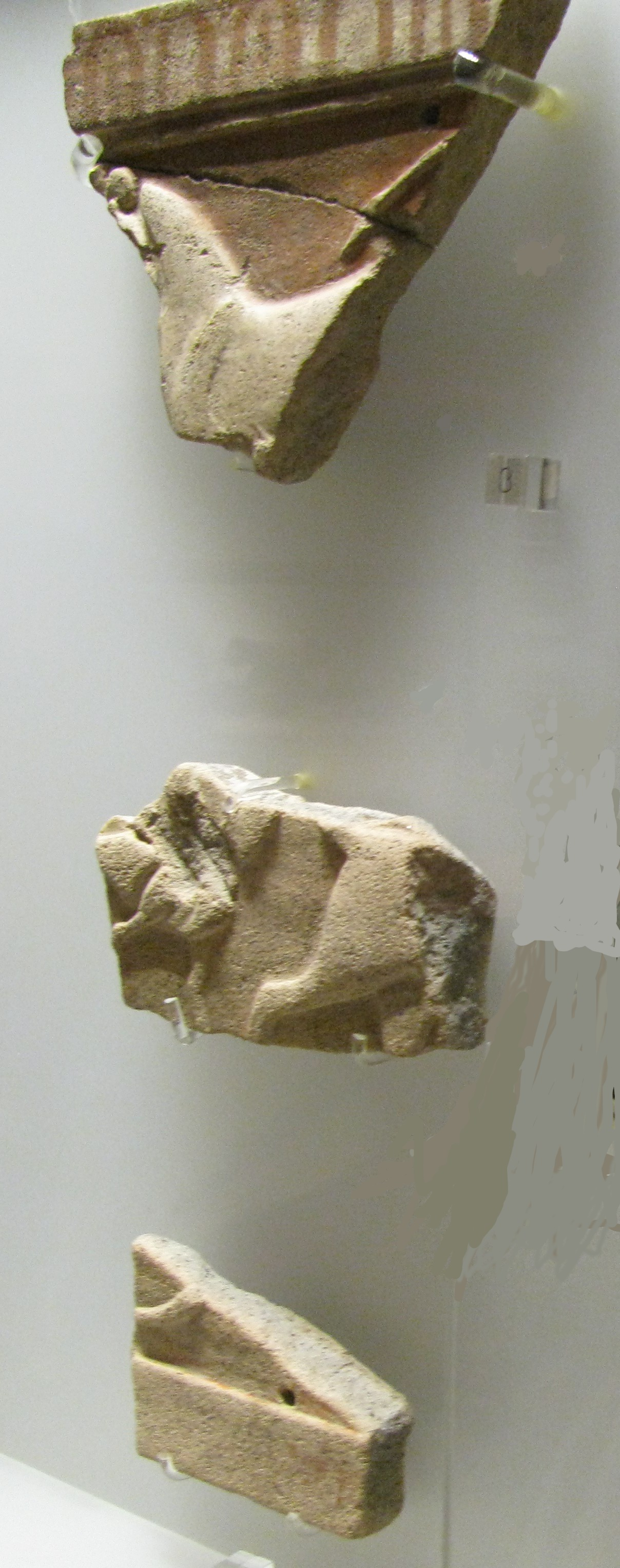
Pedaços de placas decorativas de terracota do século VI a.C., no Museu das Termas de Diocleciano, Roma

Este sítio arqueológico foi alvo de investigações já há um certo tempo, embora ainda não se tenha disponível uma publicação abrangente sobre os resultados. O sítio foi tirado do abandono pela primeira vez entre 1872 e 1875. Em 1876, Ferdinand Dutert discutiu a possível atribuição na sua obra sobre o Fórum Romano, e logo depois, em 1886, Nichols identificou-o como sendo a Régia. Novas escavações foram feitas pelos arqueólogos Christian Hülsen e Giacomo Boni em 1889.
As escavações de Frank Brown nos anos 1930 e depois nos anos 1960 resultaram em diferentes teorias interpretativas: a princípio acreditou que o edifício remanescente fosse republicano, sucedendo outras construções religiosas distintas, mas a partir de um artigo científico publicado em 1974, passou a defender que o edifício datava originalmente de 625 a.C. e que havia sido sucessivamente reconstruído, sem no entanto mudar sua função original. As terracotas arquiteturais encontradas nas escavações de Brown foram publicadas em 1995.